# Vlachova Lhota
Vlachova Lhota (deutsch Lhota Wlachowa, früher Wlachowalhotta) ist eine Gemeinde in Tschechien. Sie liegt vier Kilometer westlich von Valašské Klobouky und gehört zum Okres Zlín.

## Geographie
Vlachova Lhota befindet sich am Südabfall der Vizovická vrchovina. Das Dorf liegt linksseitig über den Tälern des Tichovský potok und der Vlára auf dem Hügel Kobylinec. Nordöstlich erheben sich der Kobylinec (473 m) und die Hrušové (498 m), im Südosten die Skalice (444 m) und Vincúch (456 m), südlich der Záluží (432 m), im Südwesten der Hradisko (474 m) und Hrbov (441 m) sowie im Nordwesten die Výmoly (480 m) und Díly (500 m).
Nachbarorte sind Pod Polem, Vysoké Pole und Drnovice im Norden, Tichov, Díly, Veliké und Smolina im Nordosten, Mirošov im Osten, Valašské Klobouky und Lipina im Südosten, Křekov und Vlachovice im Süden, U Raků und Haluzice im Südwesten, Slopné im Westen sowie Loučka, Újezd und Vrchy im Nordwesten.

## Geschichte
Die erste schriftliche Erwähnung des zur Herrschaft Vlachovice gehörigen Dorfes erfolgte im Jahre 1412 als Rankova Lhota. Besitzer der Güter waren bis zur Mitte des 16. Jahrhunderts die Vladiken Vlachovský von Vlachovice. Um 1548 erfolgte ein Gütertausch zwischen Jiřík Vlachovský von Vlachovice und Wenzel d. J. Podstatzky von Prusinowitz, der Vlachovice erhielt. Lhotka Vlachovska wurde in diesem Zuge an die Herrschaft Brumov veräußert. 1671 wurde das Dorf als Lhota Wlachowska bezeichnet. Seit der 1731 erfolgten Teilung der Herrschaft Brumov gehörte das Dorf zur Anderen Herrschaft (Brumov II) in Haluzice und damit bis 1796 den Grafen von Waldorf, die bereits seit 1709 einen 18-%-Anteil an der Herrschaft hielten. Aus dem Jahre 1751 ist der Ortsname Lhota Wachowa überliefert. Das älteste Ortssiegel stammt aus dem Jahre 1771 und trägt die Inschrift PECZET WLACHOWSKEY LHOTTKI; es zeigt einen Bienenstock mit Bienen sowie an den Seiten zwei Blumensträuße. Im Jahre 1796 erwarb Franz Kajetan Graf Chorinsky die Herrschaft Brumov II. 1846 wurde der Ort als Lhota Wlachowa bezeichnet. Pfarrort ist seit eh und jeh Vlachovice. Bis zur Mitte des 19. Jahrhunderts blieb das Dorf der Herrschaft Brumov II untertänig.
Nach der Aufhebung der Patrimonialherrschaften bildete Lhota Wlachowa ab 1850 eine Gemeinde in der Bezirkshauptmannschaft Uherský Brod und dem Gerichtsbezirk Valašské Klobouky. Der heutige Ortsname Vlachova Lhota ist seit 1872 gebräuchlich. Im Jahre 1896 verkauften die Grafen Chorinsky die Güter von Brumov II an Anton Dreher, der bereits Brumov I besaß. Nach dem Tode des Dreher-Enkels und Universalerben Oskar fielen die Brumover Güter 1926 seiner Mutter Edeltruda zu, die sie bis zur Enteignung 1945 besaß. Seit 1949 war Vlachova Lhota dem Okres Valašské Klobouky zugeordnet und kam Ende 1960 nach dessen Aufhebung zum Okres Gottwaldov. 1980 wurde Vlachova Lhota nach Valašské Klobouky eingemeindet. Seit 1993 bildet Vlachova Lhota wieder eine eigene Gemeinde. Die Gemeinde führt ein Wappen und Banner, es zeigt neben den bereits auf dem Siegel von 1771 nachweisbaren Symbolen noch zwei silberne Wolfsangeln auf dem Wappen der Grafen von Waldorf.

## Gemeindegliederung
Für die Gemeinde Vlachova Lhota sind keine Ortsteile ausgewiesen.

## Sehenswürdigkeiten
- Barocke Statue des hl. Johannes von Nepomuk
- Gezimmerte Chaluppe Nr. 44, letztes erhaltenes Gebäude in walachischer Volksbauweise am Dorfplatz